# Saint-Chéron (Essonne)
Saint-Chéron è un comune francese di 4 870 abitanti situato nel dipartimento dell'Essonne nella regione dell'Île-de-France.
Prende il nome da Carauno di Chartres, venerato come santo dalla Chiesa cattolica.

## Società

### Evoluzione demografica
Abitanti censiti

## Amministrazione

### Gemellaggi
- Rotherfield, dal 1986
- Vicovaro, dal 2003